# Mezquita el Berrani
La mezquita el Berrani (en árabe: جامع البراني‎) es una mezquita histórica de la Casba de Argel construida en tiempos de la regencia de Argel, en 1653, para permitir a los fieles extranjeros realizar sus oraciones. Linda con la ciudadela de Argel y fue inscrita, junto con toda la Casba de Argel, en la Lista del Patrimonio de la Humanidad de la Organización de las Naciones Unidas para la Educación, la Ciencia y la Cultura (Unesco) en 1992.

## Etimología
El término "Berrani" es una palabra del dialecto argelino que significa "extranjero", en referencia a una persona que no pertenece a esa región y puede diferir de los habitantes de la misma en sus costumbres y tradiciones. La mezquita el Berrani se construyó para permitir rezar a los fieles de fuera de la ciudadela, ya que no podían hacerlo dentro de la mezquita de la Ciudadela debido a las medidas de seguridad. Este nombre también surgió para diferenciar entre la mezquita interior de la ciudadela y la mezquita exterior de la ciudadela.

## Historia

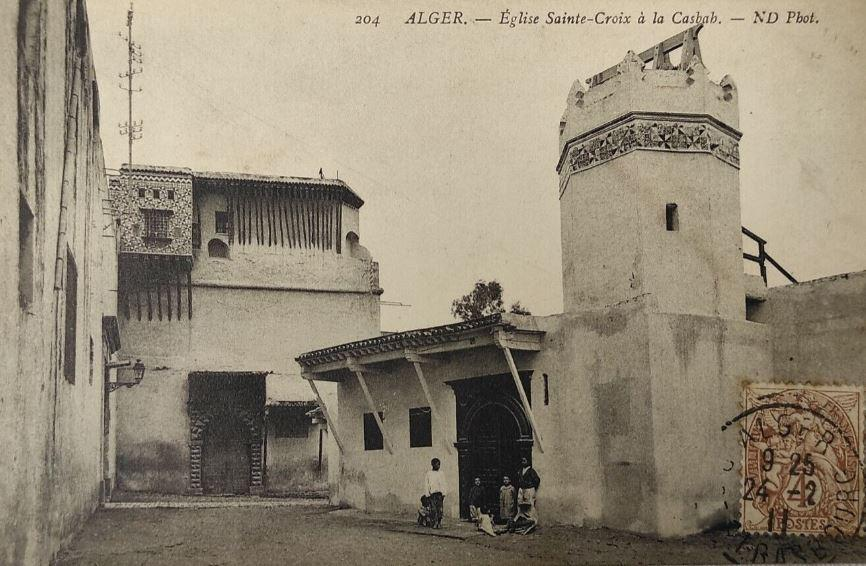
Antigua Église Sainte-croix.

La mezquita del Berrani se construyó durante el Imperio otomano, en 1653, para permitir a los fieles de fuera de la ciudadela realizar sus oraciones. En 1818, tras la instauración del poder político en la ciudadela de Argel, la mezquita fue ampliada por orden de dey Ali Khodja para albergar el tribunal del Agha y luego renovada por su sucesor Hussein Dey. En los primeros años de la Argelia francesa, el edificio religioso fue requisado y utilizado primero como cuartel antes de ser transformado en iglesia católica con el nombre de Église Sainte-croix en 1837, para volver a su función original con la independencia del país en 1962.
Durante la noche del 31 de diciembre de 2016, el tejado de la mezquita se derrumbó parcialmente como consecuencia de las filtraciones de agua de lluvia. Por ello, se decidió cerrarla al culto para realizar obras de refuerzo.
El 5 de marzo de 2024, el ministre des Affaires religieuses et des Wakfs, Youcef Belmehdi, supervisó la reapertura de la mezquita y su puesta en servicio tras años de restauración. Durante la restauración, se preservó cuidadosamente el carácter arquitectónico islámico original de la mezquita.

## Arquitectura
La mezquita conserva documentos que muestran las escrituras de propiedad, el plano de la mezquita y sus límites, así como dos placas de mármol que indican el año en que fue renovada y ampliada. Está construida en estilo magrebí. Tiene forma rectangular y cuatro fachadas. La fachada oeste se considera la principal de la mezquita y contiene la entrada principal que conduce a la sala de oración, con una entrada secundaria en el centro de la fachada sur. La fachada este está rodeada de edificios, y parte de ella presenta un alminar octogonal. La sala de oración de la mezquita tiene 12 columnas y su tejado es plano y está hecho de pilotes redondos de madera. En el sótano de la mezquita se encuentra la sala de abluciones.
Los ocupantes franceses la convirtieron en iglesia católica en 1837, sin grandes cambios en la arquitectura básica, salvo la erección de la gran cruz en lo alto del minarete.